# River en vacker dröm
"River en vacker dröm" är en låt av den svenska popartisten Håkan Hellström, skriven tillsammans med Johan Forsman. Den gavs ut på albumet 2 steg från Paradise från 2010 samt på singel bestående av de dubbla A-sidorna "Saknade te havs" och "River en vacker dröm". Singeln gavs ut som digital nedladdning den 11 september 2010 och gjordes den 16 september tillgänglig på musiktjänsten Spotify. En vinyl-utgåva lanserades den 11 oktober samma år, begränsad till 300 exemplar.

## Bakgrund
"River en vacker dröm" skrevs inför musikfestivalen Way Out West i Göteborg den 14 augusti, där den först framfördes men har sedan dess utvecklats och har enligt Hellström blivit en slags jubileumslåt. I början av låten nämns två låttitlar, nämligen "William, It Was Really Nothing" av The Smiths och "Boys Don't Cry" av The Cure.

## Mottagande
Singeln mötte överlag positiv kritik av den svenska pressen, med toppbetyg i Aftonbladet och 7/10 av webbplatsen Dagensskiva.com. Både "Saknade te havs" och "River en vacker dröm" gick direkt upp på den svenska singellistan och har sedan 25 september 2010 nått sjunde respektive sjätte plats som högst.

## Musikvideo
Videon till "River en vacker dröm'" spelades in i Göteborg i september 2010 av STARK film och regisserades av Torbjörn Martin. Den hade premiär online den 4 oktober 2010 på PSL:s hemsida.

## Låtlista
| Nr | Titel                | Kompositör                                     | Längd |
| -- | -------------------- | ---------------------------------------------- | ----- |
| 1. | Saknade te havs      | Håkan Hellström, Johan Holmlund, Bastian Pabst | 3:26  |
| 2. | River en vacker dröm | Hellström, Johan Forsman                       | 4:53  |

## Listplaceringar
| Lista (2010)                | Högsta placering |
| --------------------------- | ---------------- |
| Sverige (Sverigetopplistan) | 6                |

### Fotnoter
1. ↑  Håkan Hellströms officiella hemsida: "Saknade te havs / River en vacker dröm på Spotify" Arkiverad 24 oktober 2010 hämtat från the Wayback Machine.. Läst 21 september 2010.
2. ↑  Håkan Hellströms officiella hemsida: "River en vacker dröm/Saknade te havs Vinylsingel" Arkiverad 15 november 2010 hämtat från the Wayback Machine.. Läst 13 oktober 2010.
3. ↑  "Håkan Hellström om nya singeln River en vacker dröm". Youtube. Läst 25 september 2010.
4. ↑  "Redan en klassiker". Recension av singeln i Aftonbladet (Joacim Persson, 2010-09-10). Läst 25 september 2010.
5. ↑  Recension av singeln på dagensskiva.com (Maria Gustafsson, 2010-09-11). Läst 25 september 2010.
6. ↑  Håkan Hellströms officiella hemsida: "Premiär av River en vacker dröm"[död länk]. Läst 4 oktober 2010.
7. ↑  Placeringar på den svenska singellistan. Läst 25 september 2010.